# NGC 304
NGC 304 é uma galáxia espiral (S/P) localizada na direcção da constelação de Andromeda. Possui uma declinação de +24° 07' 38" e uma ascensão recta de 0 horas, 56 minutos e 06,0 segundos.
A galáxia NGC 304 foi descoberta em 23 de Outubro de 1878 por Édouard Jean-Marie Stephan.